# Sex and the City (film)
Sex and the City is een romantische komedie uit 2008 die gebaseerd is op de televisieserie Sex and the City. De film gaat over vier vriendinnen in New York. In de serie kwamen discussies voor over romantiek en seksualiteit, meestal over alleenstaande vrouwen. De film werd in de Verenigde Staten uitgebracht op 30 mei 2008, in België op 4 juni 2008, in Nederland op 12 juni 2008. De circa 65 miljoen dollar kostende film bracht wereldwijd 412 miljoen dollar op.
De film is in oktober 2008 in Nederland en België op dvd verschenen.

## Rolverdeling
- Sarah Jessica Parker als Carrie Bradshaw
- Kim Cattrall als Samantha Jones
- Kristin Davis als Charlotte Goldenblatt
- Cynthia Nixon als Miranda Hobbes
- Chris Noth als John James Preston
- David Eigenberg als Steve Brady
- Evan Handler als Harry Goldenblatt
- Jason Lewis als Smith Jerrod
- Jennifer Hudson als Louise, Carries assistent
- Willie Garson als Stanford Blatch
- Mario Cantone als Anthony Marantino
- Michael Bloomberg als zichzelf
- Julie Halston als Bitsy von Muffling
- Lynn Cohen als Magda
- Anne Meara als Mary Brady
- Candace Bergen als Enid Frick
- Lil' Kim als zichzelf
- Kim Shaw als serveerster

## Verhaal
Alle vier de vrouwen worden geconfronteerd met hun eigen problemen.
Carrie gaat trouwen met Big, maar hij krijgt twijfels over het huwelijk (zijn derde al) en hij laat haar staan in de zaal waar ze gaan trouwen. Tijdens de film krijg je het hele verwerkingsproces te zien van Carrie. Ze gaat terug in haar eigen appartement wonen en neemt een personal assistent aan, waar ze veel van leert op het vlak van liefde. Op het einde trouwen Big en Carrie toch, maar binnen een intieme kring. 
Miranda is getrouwd met Steve en ze hebben een zoontje Brady (in de serie al). Maar Miranda vindt op een bepaald ogenblik haar werk belangrijker dan haar familie. Ze heeft al in geen maanden seks meer gehad met Steve en uiteindelijk bedriegt hij haar. Miranda wil Steve niet vergeven en er komt een breuk van. Aan het eind van de film komt het ook bij hen goed.
Charlotte is de enige die tijdens de hele film gelukkig is. Ze heeft haar geadopteerde dochter Lily, haar man en uiteindelijk geraakt ze toch zwanger van een dochtertje, Rose. 
Samantha heeft nog steeds een relatie met de sexy Smith, maar het feit dat de laatste tijd alles rond hem draait en ze zich verstikt voelt in hun relatie, kan ze niet uitstaan en ze wil hem dumpen. Alleen omdat hij haar heeft bijgestaan tijdens haar zware chemo houdt ze het toch nog even vol, maar het komt niet goed en hun relatie eindigt ook. Samantha lijdt hier niet echt onder en voelt zich super.